# John Stafford († 1461)
John Stafford (* 1420; † 28. März 1461) war ein englischer Edelknecht (Esquire), Jurist und Politiker. 

## Leben
Er entstammte der Gentry und war der zweite von drei Söhnen des John Stafford († 1420), Gutsherr von Longridge bei Penkridge in Staffordshire, aus dessen Ehe mit Elizabeth Cheyne, Erbtochter des Sir John Cheyne, Gutsherr von Bishop’s Frome in Herefordshire.
Als sein Vater 1421 starb, kam der vierjährige John als Mündel zu Lady Joan Beauchamp (1375–1435), Witwe des William Beauchamp, 1. Baron Bergavenny, und wuchs dort auf.
Von 1443 bis 1448 fungierte er als Friedensrichter für das West Riding of Yorkshire. In den Rosenkriegen stand er auf der Seite des Hauses York.
Am 10. Juli 1460 kämpfte er auf der Seite des Hauses York in der Schlacht von Northampton. Als die Schlacht bereits entschieden bzw. bereits beendet war, tötete Sir John seinen Rivalen Sir William Lucy, ein Anhänger des Hauses Lancaster, der erst verspätet am Schlachtfeld eintraf. Manchen Quellen berichten, er habe ein Verhältnis mit Margaret, der Ehefrau von William Lucy gehabt und diese später auch geheiratet, doch darf dies als unwahrscheinlich gelten.
Zusammen mit seinem jüngeren Bruder Fulk Stafford († 1463) wurde er im Oktober 1460 als Knight of the Shire für Worcestershire ins englische House of Commons gewählt.
Am 28. März 1461 kämpfte und fiel er in der Schlacht von Towton. Er hinterließ keine Kinder. Seine Besitzungen erbte sein älterer Bruder Humphrey Stafford of Bishop’s Frome († vor 1487).